# Phúc Kiến (tỉnh của Trung Hoa Dân Quốc)
Phúc Kiến (tiếng Trung: 福建; bính âm Hán ngữ: Fújiàn; bính âm thông dụng: Fújiàn; Wade–Giles: Fu-chien; Bạch thoại tự: Hok-kiàn; là một tỉnh ven biển đông nam Trung Quốc. Sau năm 1949, Phúc Kiến bị phân chia giữa hai chính quyền riêng biệt: phần lớn tỉnh Phúc Kiến được quản lý bởi Trung Quốc đại lục, trong khi một vài hòn đảo được quản lý bởi Vùng Đài Loan. Tuy nhiên cả hai bên đều coi mình là đại diện hợp pháp. Bài này nói về tỉnh Phúc Kiến, được quản lý bởi Đài Loan. Xem Phúc Kiến để biết về toàn bộ tỉnh, đặc biệt là phần đang quản lý bởi Cộng hòa Nhân dân Trung Hoa.
Tỉnh lỵ của tỉnh Phúc Kiến do Đài Loan kiểm soát là thành phố cấp huyện Kim Thành của Kim Môn. Năm 1956, Trung Hoa Dân Quốc di chuyển chính quyền tỉnh đến Tân Điếm, huyện Đài Bắc (nay là thành phố Tân Bắc), tỉnh Đài Loan, cho đến năm 1996.

## Lịch sử
Trong Nội chiến Trung Quốc, Trung Hoa Dân Quốc mất quyền kiểm soát Trung Quốc đại lục, bao gồm hầu hết tỉnh Phúc Kiến, và phải di chuyển tới Đài Loan, còn lực lượng cộng sản chiến thắng đã thành lập Cộng hòa Nhân dân Trung Hoa năm 1949. Trong trận Cổ Ninh Đầu, quân đội Trung Hoa Dân Quốc đã bảo vệ đảo Kim Môn khỏi cuộc tấn công từ đại lục. Với việc này, Trung Hoa Dân Quốc vẫn giữ được một số hòn đảo ngoài khơi Phúc Kiến, và tiếp tục duy trì một chính quyền tỉnh Phúc Kiến để quản lý các hòn đảo này, song song với tỉnh Phúc Kiến của Trung Quốc đại lục.
Năm 1956, chính phủ Trung Hoa Dân Quốc di chuyển chính quyền tỉnh về Tân Điếm, Đài Loan, và các hòn đảo được đặt dưới một chính quyền quân sự chặt chẽ vì có khoảng cách rất gần với Trung Quốc đại lục. Những năm 1990, với việc giảm nhiệt căng thẳng hai bờ eo biển và sự dân chủ hoá của Trung Hoa Dân Quốc, các hòn đảo này được tổ chức lại chính quyền dân sự năm 1992. Chính quyền tỉnh đã chuyển về Kim Môn, trên đất Phúc Kiến vào ngày 15/1/1996.
Gần đây, chính quyền Trung Hoa Dân Quốc đã giảm bớt quyền lực của chính quyền cấp tỉnh, cụ thể là tỉnh Đài Loan và tỉnh Phúc Kiến. Hầu hết quyền hạn của tỉnh đã được giao cho chính quyền hai huyện Kim Môn và Liên Giang

## Hành chính
Khu vực Phúc Kiến do Trung Hoa Dân Quốc kiểm soát chia thành 2 huyện: Kim Môn và Liên Giang.
Tình hình của huyện Liên Giang tương tự như Phúc Kiến thu nhỏ: như Phúc Kiến, nó được phân chia giữa chính quyền Cộng hòa Nhân dân Trung Hoa, kiểm soát phần lớn Liên Giang, còn chính quyền Trung Hoa Dân Quốc kiểm soát một số hải đảo của huyện, cụ thể là Quần đảo Mã Tổ và một số nhóm đảo xung quanh. Còn huyện Kim Môn thì hoàn toàn thuộc quyền quản lý của Trung Hoa Dân Quốc.
Sau đây là các hòn đảo của Phúc Kiến thuộc sự quản lý của Trung Hoa Dân Quốc được liệt kê theo huyện:
| Huyện      | Kim Môn | Liên Giang (Mã Tổ) |
| Bản đồ     | | |
| ---------- | --- | --- |
| Hương Trấn | Kim Hồ, Kim Ninh, Kim Sa, Kim Thành, Liệt Tự, Ô Khâu | Bắc Can, Cử Quang, Đông Dẫn, Nam Can |
| Đảo        | - Kim Môn (金門島) - Tiểu Kim Môn (Liệt Tự) (小金門島, 烈嶼) - Đông Đĩnh(東碇島) - Đại Đĩnh (大碇島), và Nhị Đảm (二擔島) - Ô Khâu (烏坵嶼) - Đại Khâu (大坵島) - Tiểu Khâu (小坵島) | - Quần đảo Mã Tổ (馬祖列島) - Nam Can (南竿島) - Bắc Can (北竿島) - Đông Dẫn (東引島) - Lượng (亮島), Cao Đăng (高登島) - Dãy đảo Cử Quang (莒光列島), Dãy đảo Bạch Khuyển (白犬列島) |

Các đảo có tổng diện tích 182.66 km² và dân số là 71,000 (2001).